# George Hamilton Pearce
George Hamilton Pearce (ur. 9 stycznia 1921 w Brighton w stanie Massachusetts, zm. 30 sierpnia 2015) – amerykański duchowny rzymskokatolicki, marysta, w latach 1967-1976 arcybiskup metropolita Suvy na Fidżi.

## Życiorys
Święcenia kapłańskie przyjął 3 lutego 1947 jako członek zakonu marystów, udzielił ich mu arcybiskup metropolita Bostonu Richard Cushing, późniejszy kardynał. 29 lutego 1956 papież Pius XII mianował go wikariuszem apostolskim Archipelagu Nawigatorów (dzisiejsze Samoa Amerykańskie) i jednocześnie biskupem tytularnym Attalea in Pamphylia. Sakry udzielił mu 29 czerwca 1956 abp Cushing. W 1966 wikariat apostolski został przekształcony w diecezję Apia, zaś Pearce został jej pierwszym biskupem diecezjalnym. 22 czerwca 1967 decyzją papieża Pawła VI został mianowany arcybiskupem metropolitą Suvy na Fidżi. 10 kwietnia 1976 zrezygnował z tego stanowiska w wieku 55 lat, na 20 lat przed osiągnięciem biskupiego wieku emerytalnego, chcąc umożliwić przejęcie sterów Kościoła na Fidżi przez rodowitego mieszkańca tego terenu, a ściślej Petero Matacę, jego dotychczasowego biskupa pomocniczego. Od tego czasu Pearce pozostawał arcybiskupem seniorem Suvy, jednak w praktyce był rezydentem w diecezji Providence w USA.